# Celegorm
En El Silmarillion de J. R. R. Tolkien, Celegorm ("C" pronunciada como "qu") es un príncipe Noldor, tercer hijo de Fëanor, conocido como el Hermoso. Su nombre era la traducción sindarin del nombre de madre Tyelkormo, que significaba «precipitado» dado su carácter fuerte y temperamental. Su padre lo llamó Turkafinwë, que significa «fuerte Finwë», dada su tenacidad.

## Historia

La estrella de la casa de Fëanor

Se juramentó junto con su padre y sus otros hermanos seguir a Melkor a la Tierra Media para destruirlo y recuperar los Silmarils. 
En Beleriand estableció su reino en la zona de Himring, Himlad («planicie fría»), junto a su hermano Curufin. Junto a este fortificaron el río Aglon y las tierras de Himlad al sur, entre el río Aros que nacía en Dorthonion y su afluente el Celon, que venía de Himring.
En la Dagor-nuin-Giliath, la tropa de Celegorm y Curufin atacó y diezmó las tropas orcas de Melkor en el Marjal de Serech. Fue derrotado en la Dagor Bragollach y debió huir a Nargothrond. 
Allí se convirtió en un príncipe de mucha ascendencia sobre los elfos; a la llegada de Beren y al enterarse de que este iba en busca de los Silmarils, junto a su hermano Curufin se enfrentaron a Finrod por el juramento de protección que este había hecho a Barahir, padre de Beren, quien abandonó Nargothrond junto a diez seguidores, dejándole la corona y el cetro a Orodreth, su hermano.
Poco tiempo después, Celegorm detiene a Lúthien cuando esta intentaba buscar a Beren y la llevan prisionera a Nargothrond, ya que la idea era obligar a Thingol a casarla con él y de esa manera tener más poder; porque no tenían la intención de recuperar los Silmarils ni permitir que nadie más lo hiciese, mientras no dominaran todos los reinos élficos. Cuando los elfos liberados de la Isla de los Licántropos por Lúthien y Huan retornaron a Nargothrond comenzaron a hablar de la valentía y el amor del rey muerto por Sauron, los demás habitantes de la fortaleza se dieron cuenta de que lo que guiaba a Celegorm era la traición, fueron aborrecidos y Orodreth recuperó el poder y la confianza; sin embargo no los mandó a matar ya que no quería que corriera más sangre entre hermanos, por lo que se exilió junto a su hermano Curufin en los dominios de sus otros hermanos.
En el camino a la fortaleza de Himring, en donde esperaba encontrarse con Maedhros, halló a Beren y a Lúthien que se dirigían a Doriath e intentó raptarla de nuevo, pero se le adelantó su hermano Curufin que se trabó en lucha con Beren. Cuando quiso intervenir en la lucha fue detenido por el propio Huan que salió en defensa de la princesa. Al finalizar la lucha, con la derrota de su hermano, cargó a este en la grupa de su caballo y huyó hacia el norte. 
Dado el odio a Thingol y el hecho de que este poseyera un Silmaril, Celegorm juró abiertamente darle muerte. Luego de la muerte del rey de Doriath, el Silmaril pasó a manos de su nieto Dior; enterado de esto, Celegorm reunió a sus hermanos y fue a Menegroth dispuesto a recuperarlo y allí murió a manos de Dior, al que también mató. Pero sus sirvientes hicieron su última maldad secuestraron a los hijos de su oponente y los abandonaron en los bosques de Doriath y nunca se supo más de ellos.

## Creación y desarrollo
La participación de Celegorm en la versión original de El Silmarillion es reducida. J. R. R. Tolkien le mencionó por primera vez en «El Nauglafring», un relato escrito en la segunda mitad de los años 1910 que fue incluido en El libro de los cuentos perdidos y publicado de forma póstuma por el tercer hijo y principal editor del autor, Christopher Tolkien. En él aparece como uno de los hijos de Fëanor a quien su hermano Maedhros, llamado Maidros en esta versión de la historia, convoca para informar sobre el paradero de uno de los Silmarils y como uno de los atacantes que acuden al reino de Doriath con el fin de recuperar dicha joya. Por otro lado, su muerte durante el asalto al bosque se produce al ser atravesado por «cien flechas».